# 托爾斯堡 (明尼蘇達州)
托爾斯堡（英語：Thorsburg）是位於美國明尼蘇達州格蘭特縣的一個鬼鎮。

## 地理
托爾斯堡所處的海拔為高於海平面371米（即1217英呎），而該地所採用的時區為UTC-6，即北美中部時區（CST）。同時該地設有夏令時間，為UTC-6調快一小時，即UTC-5（CDT）。